# Rébellion (film)
Pour les articles homonymes, voir Rebellion (homonymie).
Pour plus de détails, voir Fiche technique et Distribution.
Rébellion (上意討ち 拝領妻始末, Jōiuchi: Hairyō tsuma shimatsu) est un film japonais réalisé par Masaki Kobayashi, sorti en 1967.
Il reçoit le prix FIPRESCI de la Mostra de Venise en 1967.

## Synopsis
À l'époque d'Edo au Japon, le daimyo du domaine d'Aizu décide de marier sa concubine, qu'il vient de répudier, au fils aîné du samouraï Isaburo Sasahara.
Hostile à cette union forcée, la famille Sasahara se voit contrainte d'accepter et va se retrouver mêlée à des intrigues de cour qui vont amener Isaburo à affronter son propre clan.

## Fiche technique
- Titre : Rébellion
- Titre original : 上意討ち 拝領妻始末 (Jōiuchi: Hairyō tsuma shimatsu?)
- Réalisation : Masaki Kobayashi
- Scénario : Shinobu Hashimoto, d'après un roman de Yasuhiko Takiguchi
- Production : Toshirō Mifune et Tomoyuki Tanaka
- Sociétés de production : Mifune Productions et Tōhō
- Musique : Tōru Takemitsu
- Photographie : Kazuo Yamada
- Montage : Hisashi Sagara
- Pays d'origine :  Japon
- Langue d'origine : japonais
- Format : noir et blanc - 2,35:1 (Tohoscope) - mono - 35 mm
- Genre : drame ; jidai-geki
- Durée : 128 minutes (métrage : 9 bobines - 3503 m[1])
- Date de sortie :
  - Japon : 27 mai 1967[1]

## Distribution
- Toshirō Mifune : Isaburo Sasahara
- Tatsuya Nakadai : Tatewaki Asano
- Yōko Tsukasa : Ichi Sasahara
- Tatsuyoshi Ehara : Bunzo Sasahara
- Etsuko Ichihara : Kiku
- Isao Yamagata : Shobei Tsuchiya
- Shigeru Kōyama : Geki Takahashi
- Michiko Ōtsuka : Suga Sasahara
- Tatsuo Matsumura : Masakata Matsudaira
- Masao Mishima : Sanzaemon Yanase
- Jun Hamamura : Hyoemon Shiomi
- Emi Yamada : la femme de Shiomi
- Takamaru Sasaki : Kenmotsu Sasahara
- Hideo Fukuhara : Sahei
- Noriko Kawajiri : Nui
- Tetsuko Kobayashi : Otama
- Hisama Yamaoka : la mère de Sannojo Kasai
- Tomoko Hito : Yoshino
- Yoshio Aoki : Takazo Komiya
- Go Katō : Yogoro Sasahara

## Récompenses
Sauf indication contraire, les informations mentionnées dans cette section peuvent être confirmées par la base de données cinématographiques IMDb,  présente dans la section « Liens externes ».
- Festival du film de Londres 1967 : Sutherland Trophy
- Mostra de Venise 1967 : prix FIPRESCI[2]
- Prix Kinema Junpō 1968 :
  - meilleur film et meilleur réalisateur pour Masaki Kobayashi
  - meilleur scénario pour Shinobu Hashimoto
- Prix Mainichi du meilleur film 1968